# شهر فوکت
شهر فوکت (به لاتین: Phuket City) یک منطقهٔ مسکونی در تایلند است که در شهرستان مینگ پوکت واقع شده‌است. شهر فوکت ۱۲ کیلومتر مربع مساحت و ۷۵٬۵۷۳ نفر جمعیت دارد.

## خواهرخوانده
شهرهای جرج تاون پنانگ و لاس وگاس خواهرخوانده‌های شهر فوکت هستند.

## نگارخانه

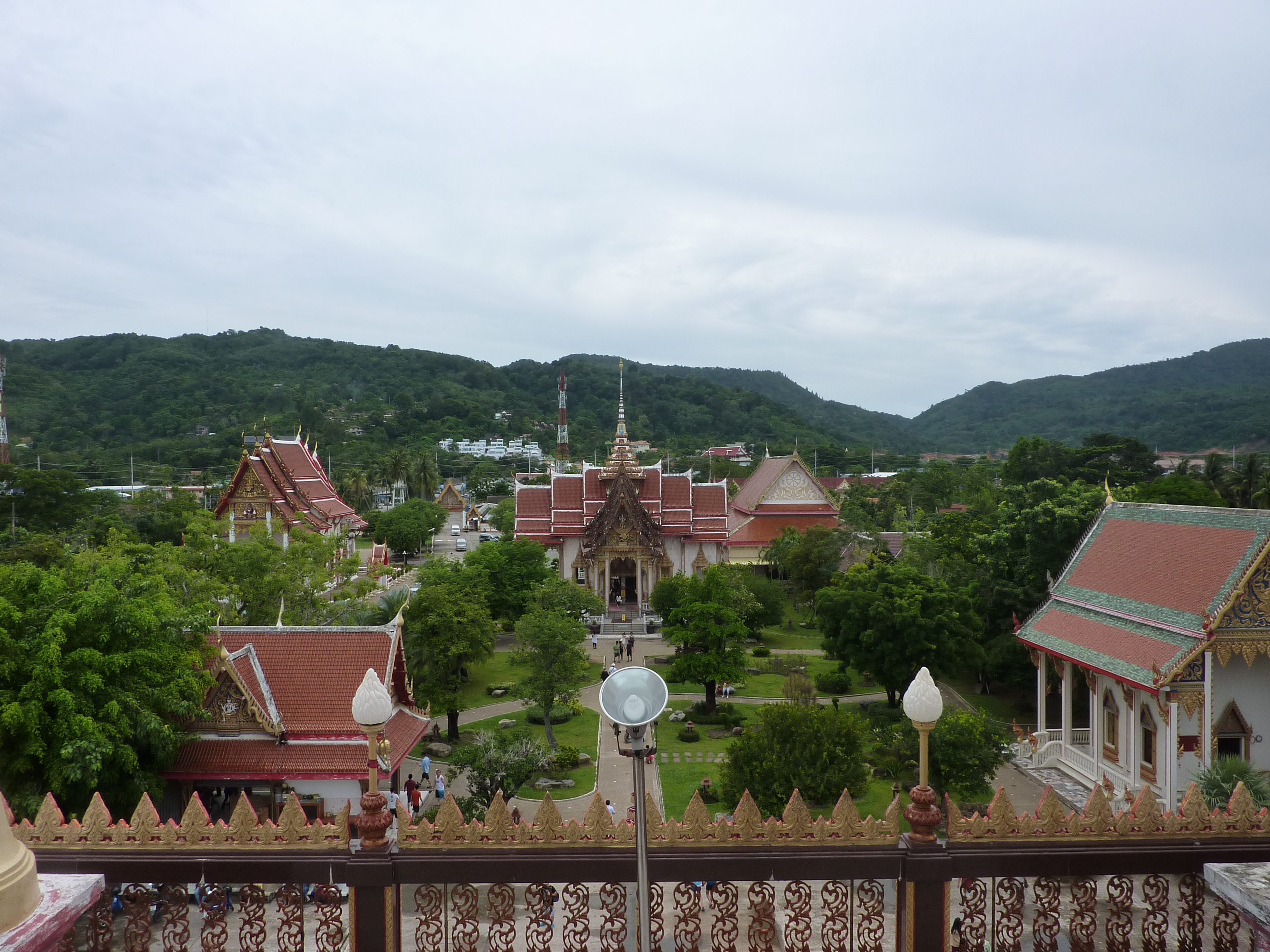
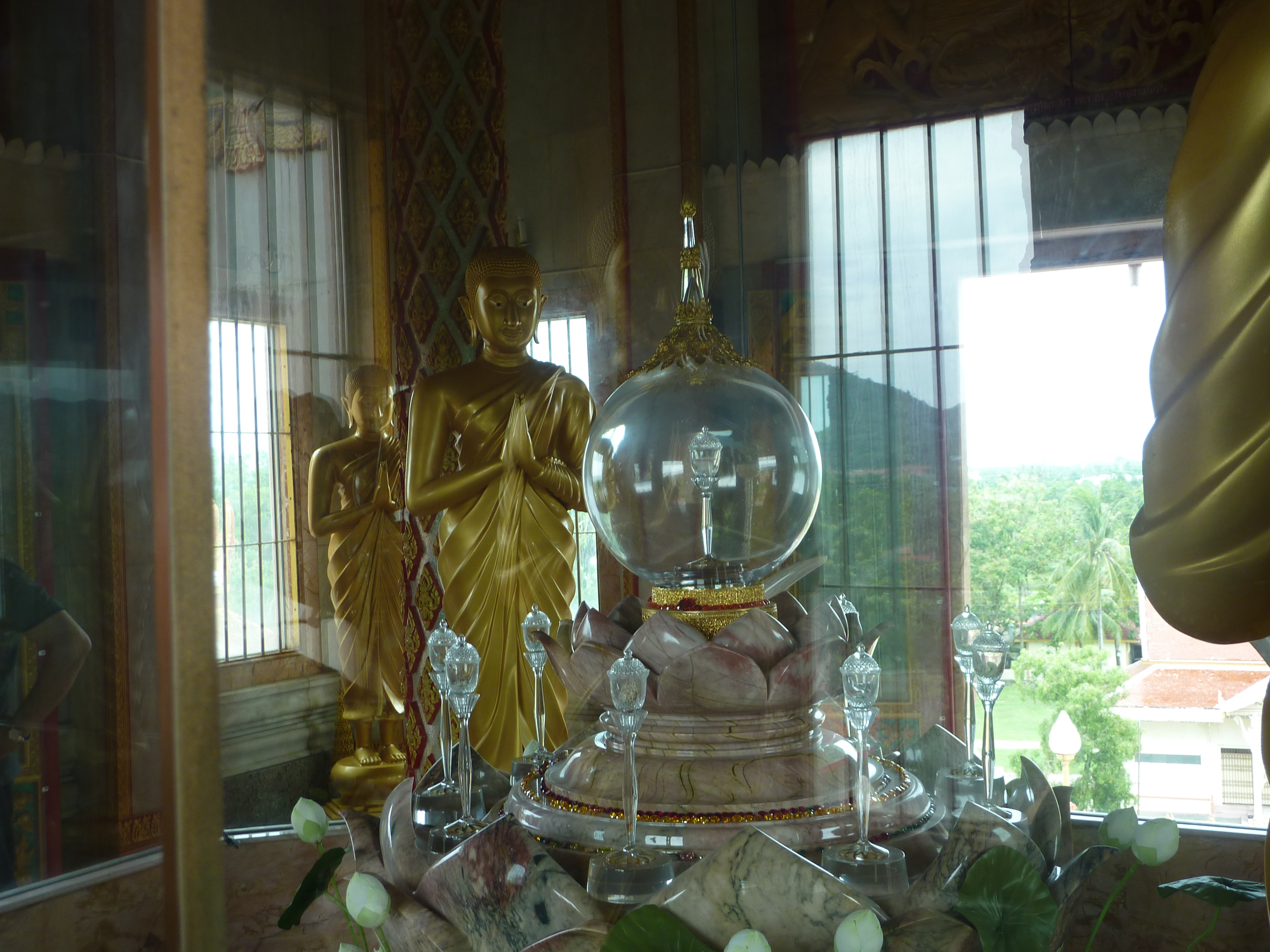
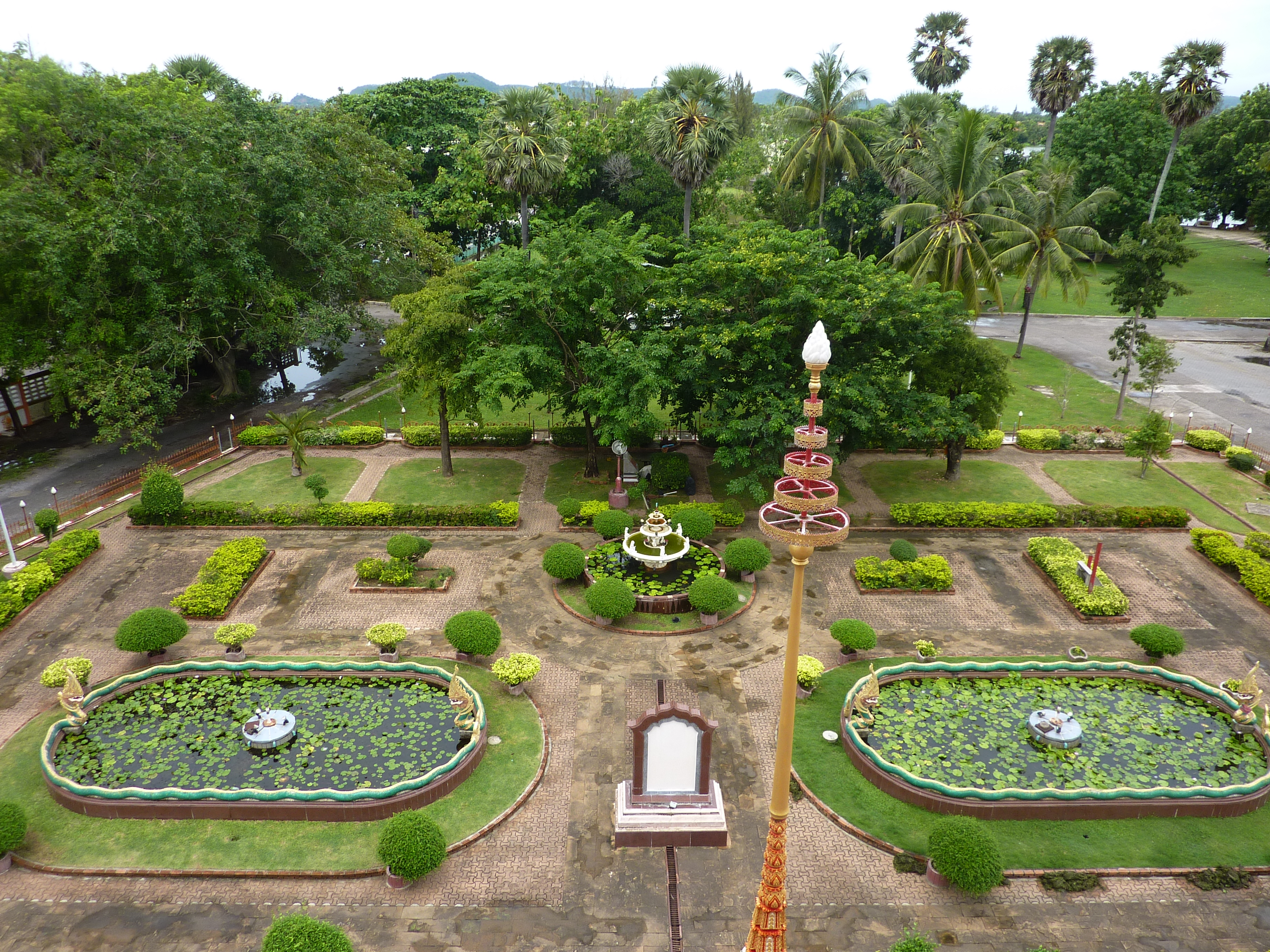
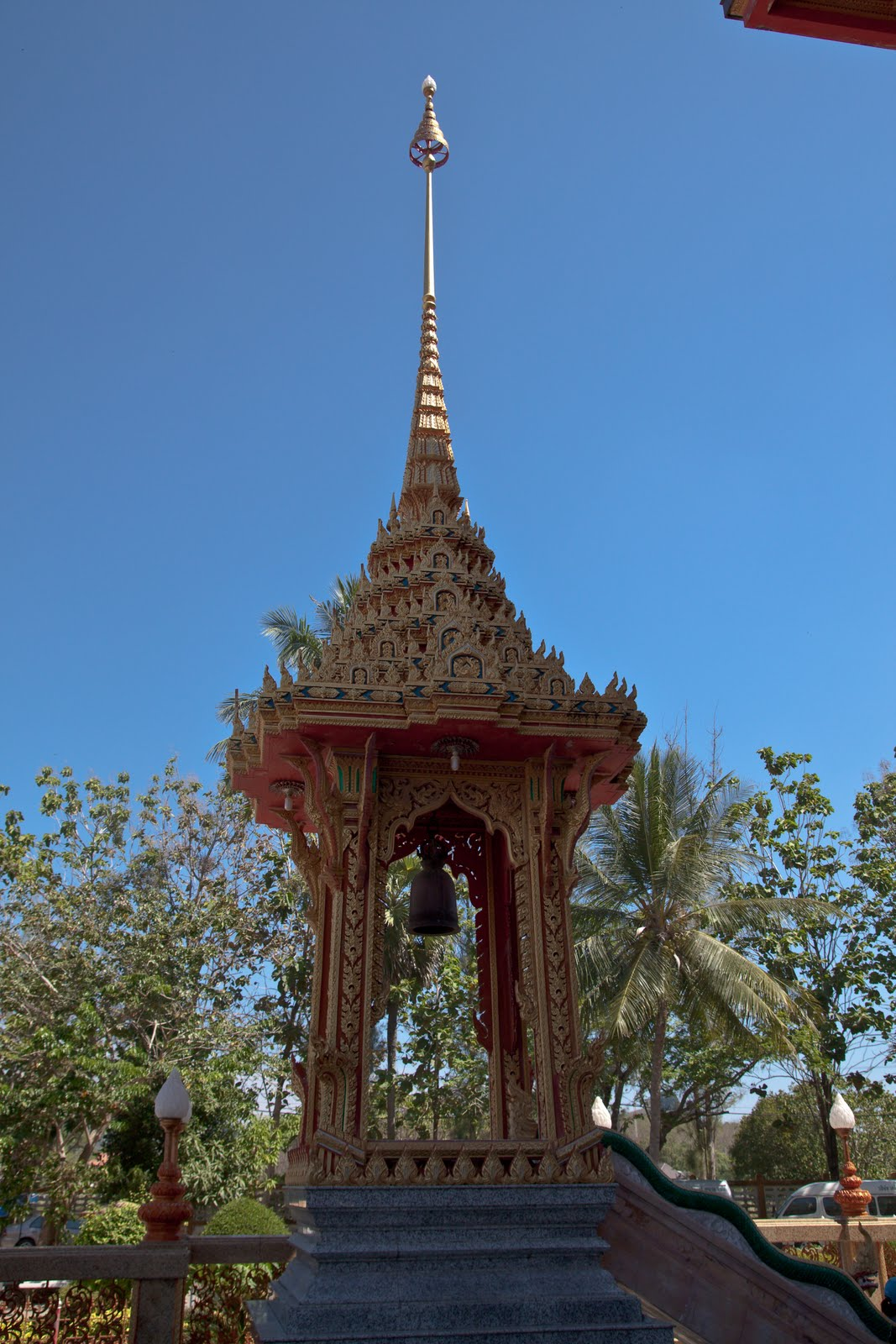